# Palazzo Prosperi-Sacrati

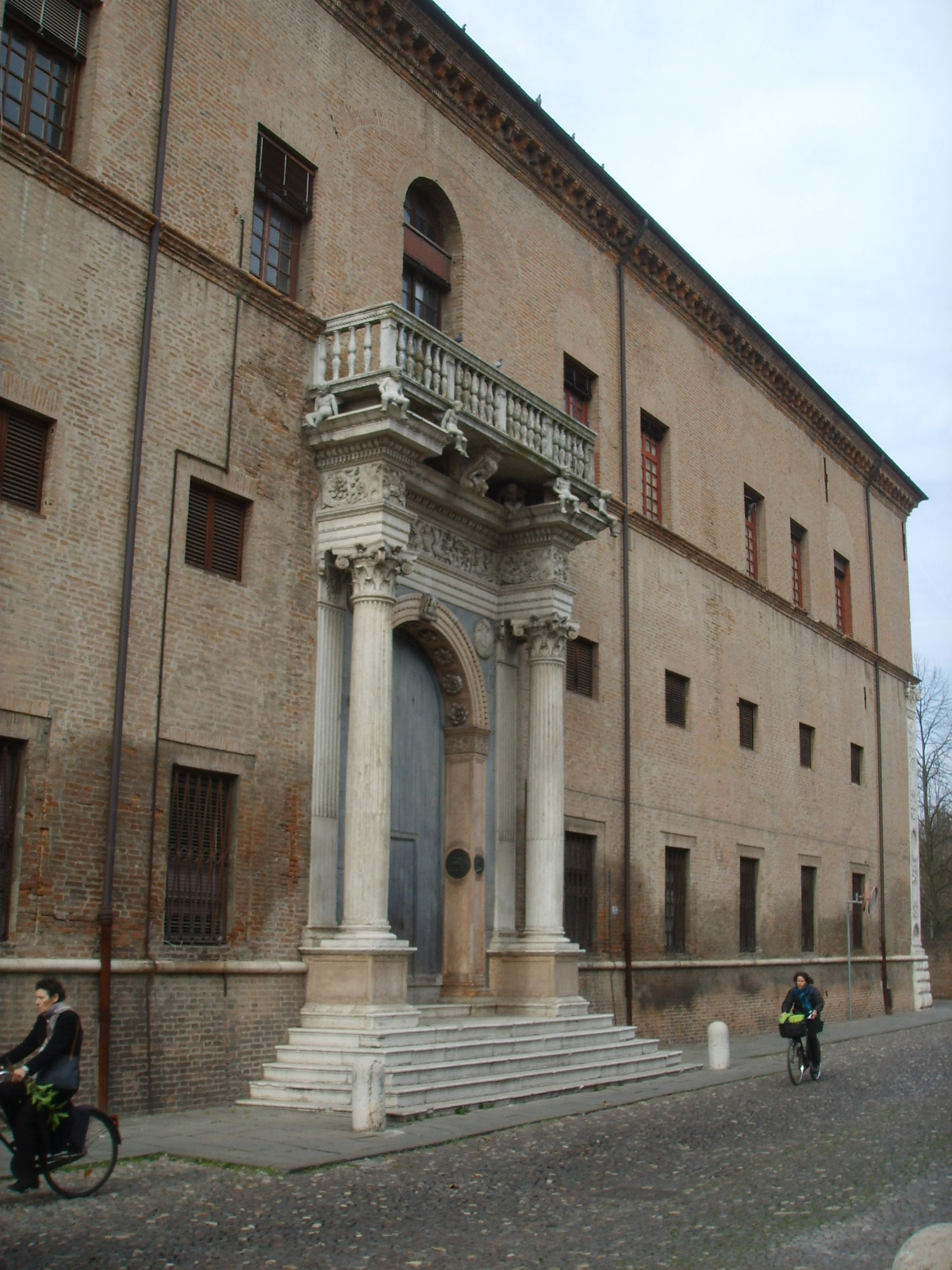
Portal des Palazzo Prosperi-Sacrati

Der Palazzo Prosperi-Sacrati ist ein Renaissancepalast im Zentrum von Ferrara in der italienischen Region Emilia-Romagna. Er liegt neben dem Palazzo dei Diamanti, in einem Gebiet, das „Addizione Erculea“ genannt wird.

## Geschichte

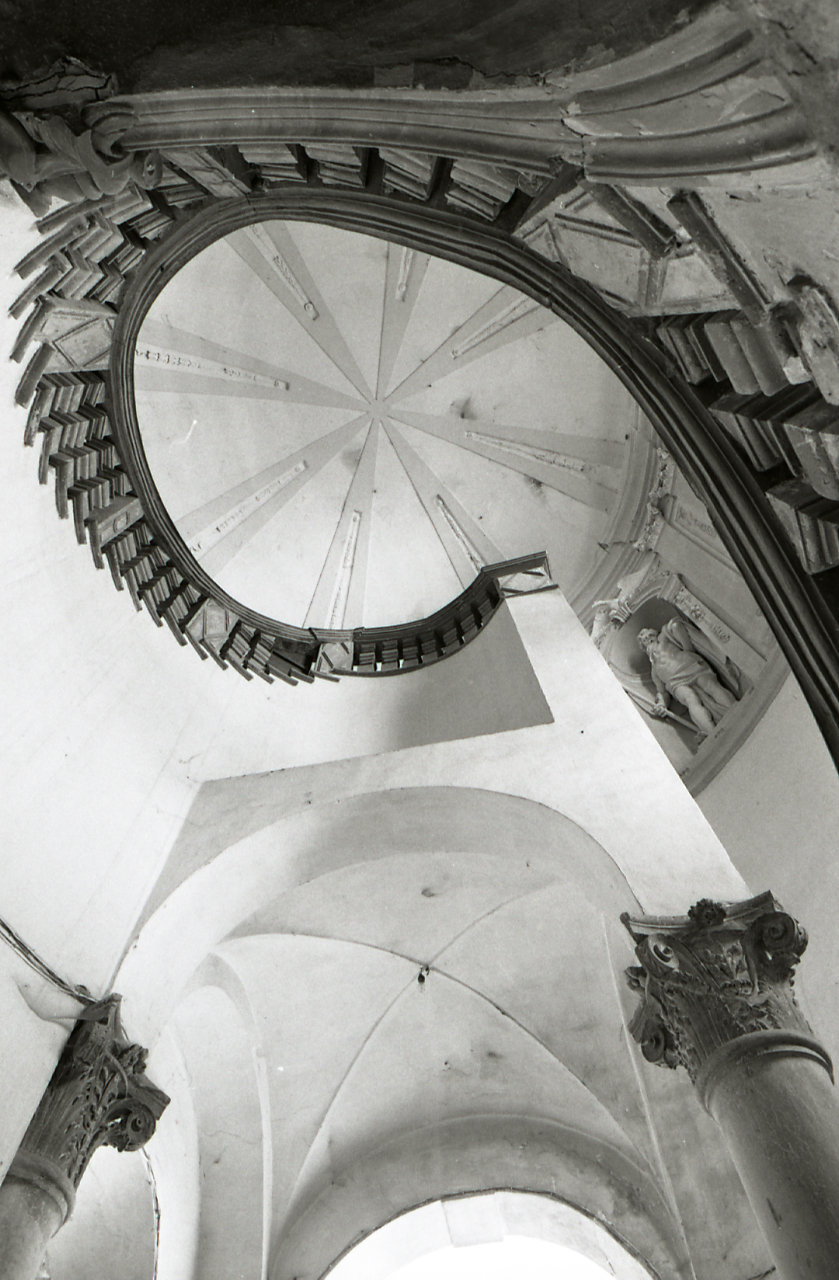
Details der Innenräume. Foto von Paolo Monti (1981).

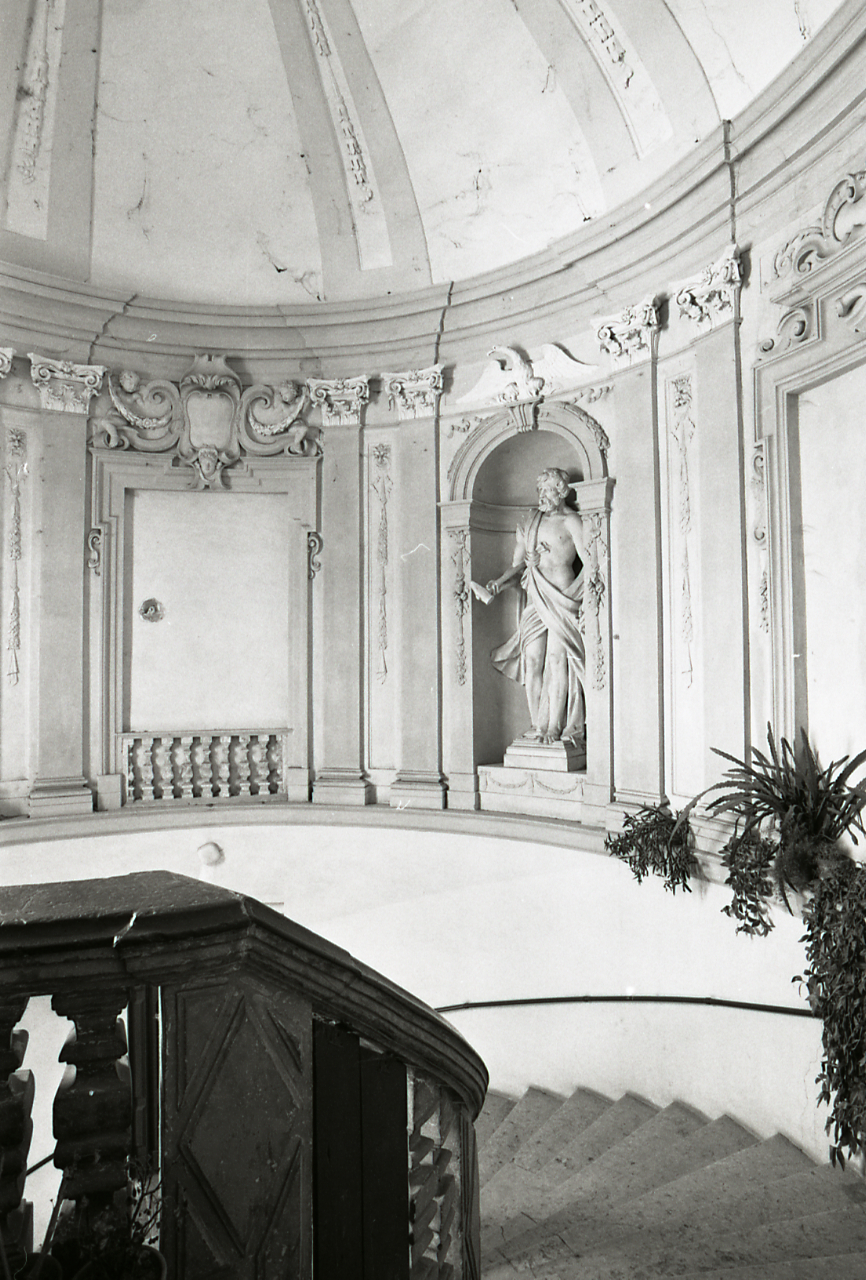
Details der Treppe. Foto von Paolo Monti (1981).

Das Gebäude, mit dessen Bau 1493 begonnen wurde, ist der älteste Palast der „Addizione Erculea“ (dt.: Erweiterung des Ercole (I. d’Este)) und legt mit seiner Lage den Verlauf der tragenden Achsen des Viertels fest. Francesco da Castello, der Leibarzt von Ercole I. d’Este, erteilte den Auftrag zu dem Bau, der 1513 oder 1514 fertiggestellt wurde.
Die aufeinander folgenden Eigentümer des Palastes waren Adelsfamilien aus Ferrara, die Da Castellos, die Giraldis, die Sacratis und schließlich die Prosperis, die ursprünglich aus Lucca stammten und den Palast dem Staat vermachten. Seit 1997 gehört er der Stadt Ferrara, die ihn in einem Tauschgeschäft vom Verteidigungsministerium der Republik Italien erhielt.
Der Palast wurde über die Zeit etlichen Umbauten unterzogen: Die beiden Seitenflügel wurden abgerissen und der Innenhof, auf den sich die Loggia öffnet, wurde zu einem kleinen Streifen Landes reduziert. Unter den Umbauten des 19. Jahrhunderts ist auch der Anbau eines kleinen Balkons über dem Quadrivio degli Angeli. Die verfallenen Innenräume benötigen eine detailgenaue Restaurierung. Das Äußere des Palastes hat immer auch bekannte Persönlichkeiten überrascht, wie z. B. Giosuè Carducci. Im Jahre 1944 wurde der Palast bei einem Bombardement durch die Amerikaner und Engländer beschädigt, wodurch zahlreiche Zierelemente verlorengingen.
Auf dem alten Gelände des Palastes, wo es Gemüsegärten und einen großen Garten gab, liegt heute das Laboratorio Didattico di Archeologia del Liceo Ariosto.
Künftige Projekte sehen den Palast als integralen Teil der Musei Civici di Arte Moderna e Comtemporanea di Ferrara (dt.: Städtische Museen für moderne und zeitgenössische Kunst in Ferrara).

## Beschreibung
Das im Stil der Renaissance in Ferrara erbaute Gebäude zeigt ein bemerkenswertes Eckpilaster. Das kennzeichnendste Detail ist das monumentale Portal im Stile der venezianischen Renaissance auf den Corso Ercole I d’Este hinaus; über dem Portal ist ein Balkon in weißem Marmor angebracht, der von Putten, die auf dem Gebälk sitzen, getragen wird. Um 1858 wurden der Eckkandelabra (kleiner Eckbalkon) vom Steinmetz ‚‘Gaetano Davia‘‘ erneuert, der drei Jahre später das obengenannte Portal restaurierte.
Während der Bombardements 1944 gingen weitere Genies und Affen auf der Balustrade verloren. Über dem Eingang gibt es zwei Ronden; in einem davon sieht man die Büste von Herkules mit dem Fell des nemeischen Löwen auf dem Rücken, was klar auf Ercole I. d’Este hinweist.

## Im Film
Die Außenansicht und einige Innenräume wurden für den Film Jenseits der Wolken verwendet, der 1995 unter der Regie von Michelangelo Antonioni in Zusammenarbeit mit Wim Wenders gedreht wurde.